# Écoute (cordage)
Pour les articles homonymes, voir Écoute.

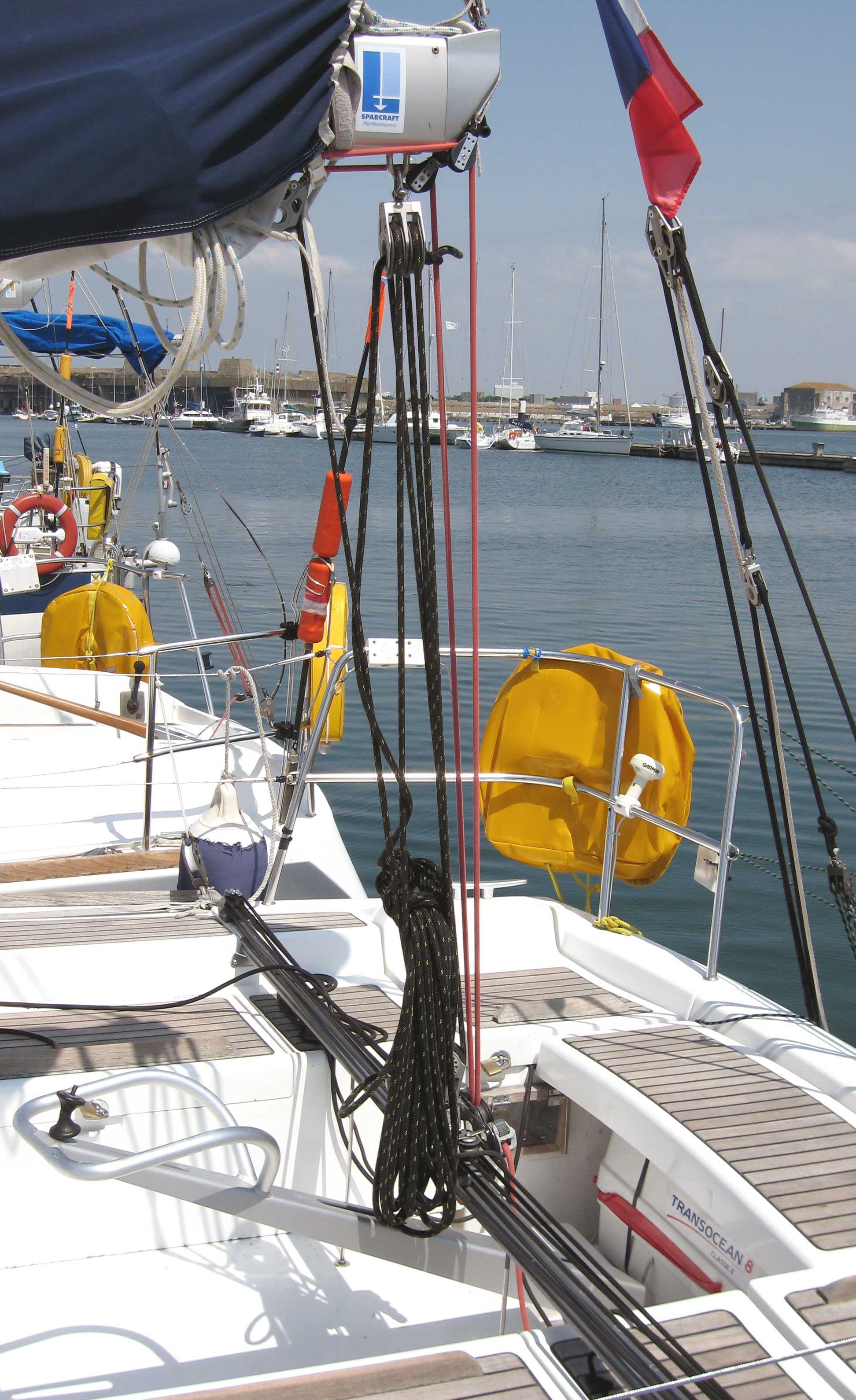
Une écoute de grand-voile fixée en bout de bôme et passant par le chariot d'écoute.

Sur un voilier, une écoute est un cordage servant à  régler l'angle d'une voile par rapport à l'axe longitudinal du voilier et en conséquence l'angle d'incidence du vent sur la voile de manière à optimiser la marche du bateau. Il y a une ou plusieurs écoutes dédiées à chaque voile hissée (grand-voile, génois, spinnaker...). L'écoute fait partie des manœuvres courantes.

## Utilisation
L'écoute est fixée au point d'écoute de la voile qu'elle est destinée à régler. Pour modifier l'angle de la voile, l'équipage borde (c'est-à-dire tire) ou choque (donne du mou) l’extrémité libre de l'écoute correspondante ce qui respectivement rapproche ou écarte la voile de l'axe du bateau. Sur un voilier habitable moderne, l’extrémité libre de l'écoute est généralement passée sur un winch qui permet de démultiplier la traction exercée par l'équipage. Une écoute de grand-voile ou de voile d’avant (foc, génois) peut passer par un chariot d'écoute coulissant sur un rail qui permet d'effectuer un réglage fin de la voile en modifiant le point de tire et en ouvrant le plan de voilure. Pour les voiles d'avant, foc et spinnaker notamment, il est possible d'utiliser un barber-hauler pour rapprocher le point de tire du pont du bateau. 
Au près, le réglage d'une voile se fait en modifiant la tension sur l'écoute de manière que la voile soit à la limite du faseyement.

## Matériaux utilisés

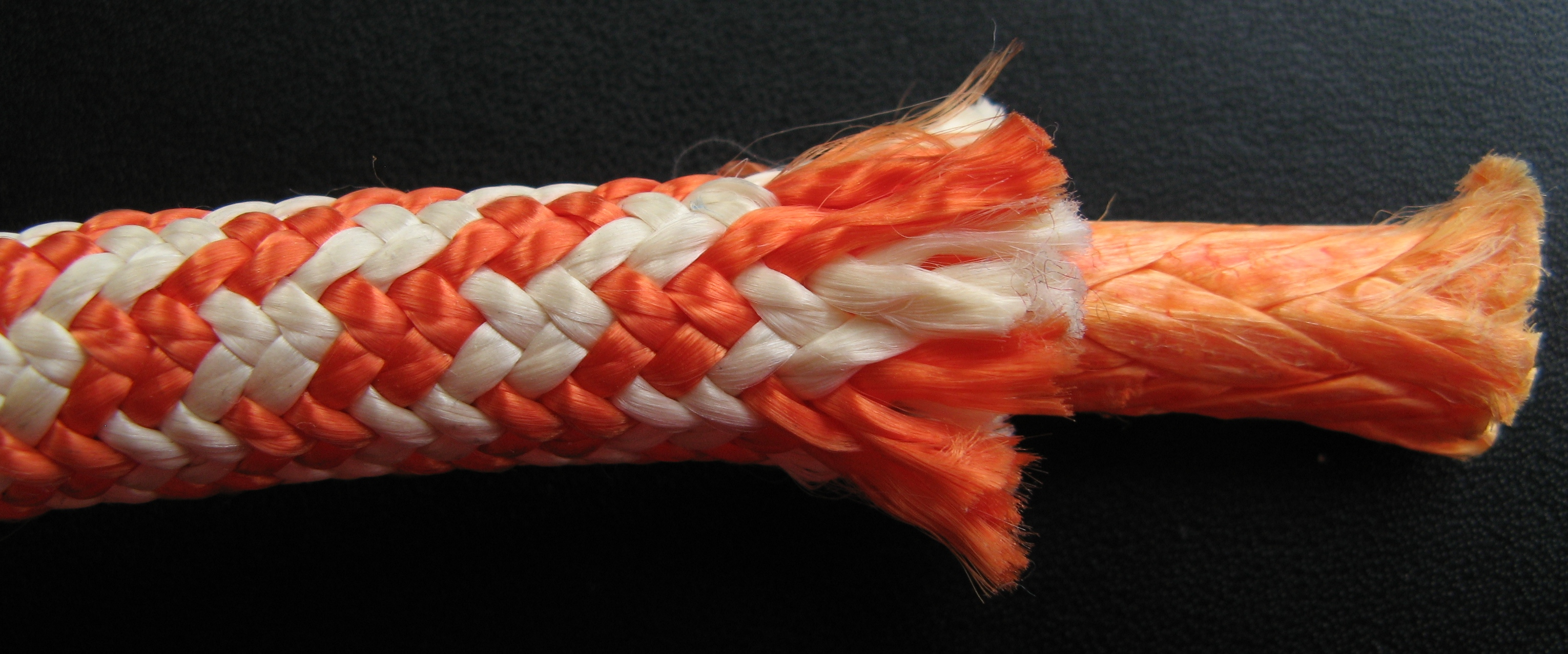
Exemple de cordage moderne utilisé pour des écoutes ; on distingue l'âme qui résiste aux forces de traction et la gaine conçue pour limiter les conséquences des frottements.

Les matériaux utilisés pour réaliser une écoute doivent avoir les caractéristiques suivantes ;
- Pouvoir résister à des forces de traction élevées : jusqu'à une tonne pour la voile d'un voilier de taille moyenne (9 mètres)
- Résister au ragage (frottement) contre les haubans et dans les poulies de renvoi et les mâchoires des bloqueurs
- S'allonger de manière réduite lorsque la force de traction s'accroît durant les sautes de vent temporaires pour que le réglage de la voile reste à peu près optimal.
- Être suffisamment souple pour que l'écoute puisse être lovée et rangée.
- Être imputrescible car ces cordages sont imprégnés d'eau de mer sur de longues durées.

Les écoutes modernes sont réalisées dans des fibres synthétiques (polyester, polyamides ou polypropylènes) et comportent deux composants : l'âme centrale est chargée de résister aux forces de traction et de limiter l'allongement et la gaine conçue pour réduire l'incidence des frottements et permettre une manipulation n'agressant pas les mains. Les écoutes sont de couleurs différentes pour permettre de les distinguer entre elles et avec les autres cordages (drisses, hale bas, etc.) car elles sont généralement toutes ramenées au niveau du cockpit.
Les écoutes, comme tous les cordages d'un voilier, doivent être lavées par simple immersion dans un seau d'eau douce afin de les rendre plus souples par élimination du sel.

## Étymologie
Le mot écoute est un emprunt au normand, lui-même issu du vieux norrois skaut (islandais skaut) qui désignait le coin de la voile, puis qui par extension a désigné le cable attaché à cette voile.

## Dans la marine ancienne
Le terme est issu du vocabulaire traditionnel maritime, il désignait, à l'origine, le cordage « sous le vent » qui permettait d'agir depuis le pont du voilier sur le coin inférieur de la voile suspendue à sa vergue. Le côté symétriquement opposé était une amure. Dans le cas des voiles carrées, les deux cordages s'appelaient écoutes, et on distinguait alors l'écoute « au vent » de celle « sous le vent ». À chaque virement de bord, les cordages changeaient donc de nom.
De nos jours les cordages continuent de changer de nom à chaque changement d'amure (côté du bateau d'où vient le vent). Pour un foc ou une voile similaire (génois…), on parle d’écoute (sous le vent) et de contre-écoute (au vent). Dans le cas des spinnakers, le cordage opposé à l'écoute reçoit le nom de « bras ».